# 鉄道チャンネル
鉄道チャンネル（てつどうチャンネル）とは、スカパー!プレミアムサービス、一部ケーブルテレビ、dTVチャンネルで放送しているCS専門チャンネルである。エキスプレスが運営する。

## 概要
2011年（平成23年）7月1日、スカパーJSATとスカイビジョンは、日本初の鉄道専門チャンネル『鉄道チャンネル』（スカパー！ch.255）を開局する。放送局局長は山守文雄。開局発表記者会見でスカパーJSAT担当者は「100～150万人ともいわれる鉄道ファンのほか、鉄道の旅に興味があるアクティブシニア層にも訴求していきたい」と語った。
鉄道チャンネルに名誉局長として六角精児、プロデューサーとしてダーリンハニー吉川、アナウンサーとして久野知美を起用する。さらに鉄道アーティスト野月貴弘、ホリプロマネージャーの南田裕介など鉄道タレントを積極的に融合させ、ユニークな企画を連発する。まだ鉄道ブームに拍車がかかる前で、鉄道チャンネル開局を知った中川家礼二は自ら番組に出たいと打診してきた。山守は期待に応えるように少ない予算の中、アイデアと情熱を捻出して『中川家礼二の鉄学の時間』(全24回)『それゆけ!中川電鉄』(全24回)『中川家礼二の鉄活』(全24回)を企画・プロデュースする。
ダーリンハニー吉川の『新・鉄道ひとり旅』（前身『鉄道ひとり旅』）は放送回数200回を越える人気コンテンツとなっている

## 沿革
- 1996年10月 - PerfecTV!（当時）サービス開始と同時に「ACCESS!」のチャンネル名で開局。当時の委託放送事業者は、エキスプレスの子会社のシーアンドイー。
- 2001年7月 - チャンネル名を「交通情報アクセス」に変更。
- 2002年2月 - チャンネル名を「交通情報アクセス plus 天気」に変更。
- 2003年4月 - エキスプレスがシーアンドイーを吸収合併したのに伴い、電気通信役務利用放送事業者がエキスプレスに変更。
- 2006年4月 - エキスプレスが、「交通情報アクセス plus 天気」の番組制作部門をエキスプレス・コンテンツバンクに譲渡。
- 2009年4月 - チャンネル名を「ACCESS」に変更。
- 2010年
  - 5月 - 当チャンネルを含むCS3チャンネルの運営をスカイビジョンに譲渡[5] 。
  - 7月 - 電気通信役務利用放送事業者がスカイビジョンに変更される。
- 2011年7月 - チャンネル名を「鉄道チャンネル」に変更[6]。
- 2012年10月 - Ch.546でHD放送開始。月額視聴料金を1000円（2021年現在は税込1100円）に変更[注 1]。
- 2013年1月 - スカパー!プレミアムサービス（標準画質）の放送事業者がスカパー・ブロードキャスティングに変更。
- 2014年
  - 5月 - スカパー!プレミアムサービス（標準画質）Ch.255の放送を終了。
  - 9月 - 運営事業者がエキスプレスに変更される[7]。
- 2016年
  - 2月 - AbemaTV FRESH! ネット配信を開始。
  - 3月 - LINE LIVE ネット配信開始。
  - 6月 - ジョワTV ネット配信開始。
  - 12月1日 - スカパー!プレミアムサービスの衛星一般放送事業者がスカパー・ブロードキャスティングからスカパー・エンターテイメントに変更。
- 2021年
  - 5月 - スカパー!オンデマンドでの配信終了。
  - 6月 - dTVチャンネルにてリアルタイム配信開始[注 2]。
- 2022年3月31日 - dTVチャンネルのサービス終了に伴い、同サービスへの番組配信も同日付で終了[8]。
- 2023年9月 - YouTubeメンバーシップ開始(一部の動画、生配信にて(編集したうえ最初の20分のみ無料で見られる))

## 番組概要

### 鉄道番組

#### 自社制作
レギュラー番組
- 吉川ひとり旅→鉄道ひとり旅（2011年11月1日 - 2014年6月）[注 3][注 4]
  - 新・鉄道ひとり旅（2015年1月10日 - ）
- 鉄路の旅 始発駅から終着駅まで（2012年7月1日 - ）[注 5]
  - 新・鉄路の旅（2014年11月5日 - ）
- 三宅智子の女子的☆駅弁紀行（2013年3月16日 - 2016年3月）
  - 三宅智子の駅弁女子ひとり旅（2015年11月11日 - ）
- 廃線鉄道 転換バスの旅（2013年7月19日 - 不明）
- 地方鉄道 前面展望百選（2013年10月2日 - ）
- 町田忍の昭和鉄道レトロスペクティブ（2013年12月1日 - 不明、2016年10月 - 2017年3月）
- 鉄道勉強旅（2014年2月1日 - 不明）
  - 岡安章介の撮り鉄道（2016年5月7日 - ）
- 鉄道ニュース546（2014年11月7日 - 2017年3月30日）[注 6]
  - 鉄道記者会見（2017年1月19日 - 3月）
- にっぽんケーブルカー探訪（2015年2月6日 - ）
- 鉄旅録（2015年3月2日 - 不明、2017年2月、3月）
  - 10分鉄（2015年8月8日 - 不明、2017年2月 - ）
- 銀河と鉄道の旅（2015年7月12日 - 2016年5月、10月 - 不明）
- Train BOX（2015年11月2日 - 2017年1月31日、9月 - ）[注 7]
  - Train BOX ギガ盛り（2018年1月7日 - ）
- 大人の鉄道美学（2016年1月10日 - ）
- 祈りの旅 鉄路巡礼（2016年6月1日 - 2017年7月、10月 - 2018年3月）
  - 新・頑張れ日本 鉄路巡礼（2017年10月3日 - 2018年3月6日、7月 - 12月）
  - 鉄道お助け隊参上!（2018年7月6日 - 12月）
- もも×てつ（2016年6月15日 - 不明）[注 8]
- 盲腸線〜行き止まり駅の旅（2017年2月5日 - ）
- 鉄道模型の世界へようこそ（2017年3月14日 - ）
- 超特急と行く!食べ鉄の旅 台湾編（2017年4月 - 12月、2018年10月 - ）[注 9]
- スイーツ娘「柏原美紀」のゆるっとふわ鉄旅（2017年10月1日 - ）
- 湯めぐり鉄道〜温泉といやしの旅〜（2018年1月1日 - ）
- 極めてっ!鉄分!! 道!DO!どお!?（2018年9月1日 - ）
- 駅旅〜駅からはじまる物語〜（2018年9月2日 - ）
- 徳永ゆうきのぐるっと歌テツ旅（2019年5月5日 - ）
- 旅する観光列車（2019年8月3日 - ）

単発（特別）番組
- 鉄道模型コンテスト2014 特集（2014年9月7日、14日、21日、28日）
- lnno Trans 2014 特集（2014年10月5日、12日、19日、26日、11月2日）
- 第21回 鉄道フェスティバル 生中継（2014年10月11日、12日）
  - 第21回 鉄道フェスティバル 総集編（2014年11月9日、16日、23日）
  - 第22回 鉄道フェスティバル（2015年10月10日、11日）
  - 第22回 鉄道フェスティバル 総集編（2015年11月7日、21日）
    - 鉄道の日記念SP '17（2017年10月14日）
- （年末特番）朝まで生テツ（2014年12月26日・27日）
  - 朝まで生鉄〜ダイヤ改正前の緊急生放送!〜（2015年3月13日・14日）
  - 朝まで生鉄3（2015年7月31日・8月1日）
  - 朝まで生鉄4（2016年3月25日・26日）
- 女子鉄紀行（全3回）（2015年2月13日 - 4月10日）[注 10]
- 鉄道ニュース546 放送20回記念!アフタートーク集（2015年5月4日・6日）
  - 鉄道ニュース546 アフタートーク集（2015年9月19日・22日、2016年1月3日・17日、4月9日）
- 富山東西鉄道巡り（2015年5月5日）
- 絶品紀行（2015年5月5日）
- 前面展望
  - のと鉄道前面展望（2015年7月4日）
  - ノルウェイ鉄道前面展望 夏（2015年8月9日）
    - ノルウェイ鉄道前面展望 秋（2015年8月16日）
    - ノルウェイ鉄道前面展望 冬（2015年11月15日）

  - 南海電鉄 前面展望 総集編（2015年9月19日）
    - 南海電鉄 前面展望 高野線（2015年9月21日）
    - 南海電鉄 前面展望 南海線（2015年9月22日）

  - 近鉄 前面展望（2016年1月23日・30日、2月27日、3月19日、4月30日、5月7日）
  - 弘南鉄道 前面展望（2016年5月1日）
  - ひたちなか海浜鉄道 前面展望（2016年8月15日、9月12日）
  - 前面展望 阪堺電車上町線（2016年8月18日）
  - 前面展望 江の島電鉄（2017年10月12日）
  - 前面展望 都営浅草線5300形（2018年1月12日）
  - 前面展望 アクセス特急・エアポート快特（2018年3月9日）
  - 前面展望 アーバンライナーplus（2018年8月1日）
  - 前面展望 金沢シーサイドライン（2018年10月7日）
  - 前面展望 キハ185系 むろと1号（2018年12月5日）
- 世界高速鉄道会議特集（2015年9月12日）
- 冬の弘南電車（2016年3月26日）
- 鉄分補給! 俺の書泉グランデ（全6回）（2016年4月）
- 三陸鉄道 復興の記録（2016年7月14日）
- 京急800形 車両・運転席（2016年9月15日）
- 西武2000系 車両解説（2016年10月13日）
- 運転席展望
  - 運転席展望 大井川鉄道16000系（2016年11月10日）
  - 運転席展望 嵐山本線・北野線（2016年12月1日）
  - 運転席展望 上信電鉄7000形（2016年12月8日）
  - 運転席展望 京成電鉄 芝山鉄道（2016年12月15日）
  - 運転席展望 紅葉のえいざん電鉄（2017年1月5日）
  - 運転席展望 ニューシャトル（2017年1月19日）
  - 運転席展望 空を駆ける列車大阪モノレール（2017年3月6日）
  - 運転席展望 スカイツリートレイン（2017年3月20日）
  - 運転席展望 鹿児島市交通局（2017年4月17日）
  - 運転席展望 熊本電気鉄道（2017年5月8日）
  - 運転席展望 普通 名古屋線（2018年4月13日）
  - 運転席展望 伊豆急行100系（2018年5月11日）
  - 運転席展望 長崎電気軌道（2018年6月8日）
  - 運転席展望 西武鉄道4000系（2018年7月4日）
- 追憶 JR通勤型気動車（2016年11月24日）
- 女子鉄が勝手にリニアを想像します（2016年12月3日）
- 明知鉄道 夢と優しさを乗せて（2016年12月22日）
- ドキュメント 大和西大寺（2017年2月6日）
- 徹底解説! 水島臨海鉄道（2017年2月20日）
- THE 伊勢中川（2017年4月3日）
- 近藤智美の冬の網走流氷物語号の旅（2017年6月20日）
  - 「美女鉄」川越をゆく（2017年10月1日、11月5日）
- デポ1形が語る 近鉄100周年の歴史（2017年7月6日）
- しまかぜエクストラ（2017年7月13日）[注 11]
- 近鉄特急オールスター（2017年8月3日）
- 柏原美紀の会津鉄道の旅（2017年9月3日）
  - ベトナム満喫女子2人旅（2018年1月1日、2月3日）
  - クインズランド州ケアンズの旅〜キュランダ鉄道と大自然〜（2018年2月4日）
  - エネルギー充電!!青春18きっぷで行くのんびり癒され女子2人旅（2018年5月6日、6月3日）
- 鉄道車両を「診る」〜近鉄（2017年9月7日）
- 近鉄レール通信（2017年11月3日（9）、12月8日（10））
- AIZUマウントエクスプレス（2018年2月9日）[注 12]
- JR東日本189系に迫る（2018年9月5日）
- 平成の国鉄形 特急車両編（2018年10月3日）
  - 平成の国鉄形　急行・通勤列車編（2019年4月5日）
- EF63 回顧録 碓氷峠（2018年11月7日）
- 名古屋鉄道 1988年（2019年2月1日（1）、3月1日（2））
- 東武デラックスロマンスカー（2019年5月3日）
- 東武伊勢崎線と各支線 1988（2019年6月7日）
- 東武のゴーナナ 5700系（2019年7月5日）
- 京成電鉄 1988年（2019年8月2日）

#### その他
- 全国百線鉄道の旅（BSフジ、2011年7月1日 - 2012年6月30日、2013年7月1日 - 2014年6月30日、2015年3月1日 - 2016年5月31日、2021年 -）[注 13]
- SL日和（eレール制作、2016年4月4日 - ）[注 14]
- よみがえる総天然色の列車たち（ビコム制作、2018年6月7日（第2章1）、7月5日（第2章2）、8月2日（第2章18）、9月6日（第2章19）、10月4日（第2章20）、11月1日（第2章21）、2019年5月2日（第1章）、6月6日（第2章3）、7月4日（第2章4）、8月1日（第2章7））[注 15]

ほか

### 放送を終了した番組

#### 天気予報・交通情報
「ACCESS」時代は、地方競馬中継の時間帯を除いて、3大都市圏の交通情報を中心に放送した。通常時は画面を3分割し、以下のように放送した。
- 左側：各地の天気予報やJR・航空機の空席情報
- 下側：東京・大阪地区の高速道路・一般道路の渋滞情報
- 残り部分：関東・関西・中部地区の高速道路・一般道路の渋滞情報を、地図型式で表示

また、毎時00分・15分・30分・45分には全国の天気予報とインフォメーションを、毎時30分には航空機の空席情報を放送した。

#### 地方競馬中継
当チャンネルは有料放送だが、この地方競馬中継は無料で視聴できた。HDチャンネルCh.546では放送されなかった。

2014年3月で終了し、4月以降不定期で「地方競馬ナイン」で中継する。（園田・姫路の一部開催は寄席チャンネルで放送）
- 兵庫県競馬組合（園田競馬場・姫路競馬場）
- 高知県競馬組合（高知競馬場）

#### 鉄道番組
自社制作
- 情報特急255→情報特急546（2011年8月13日 - 2012年11月15日　2014年11月2日 - 現在）
- 中川家礼二の鉄学の時間（2012年3月16日 - 2013年2月15日）[注 16]
- この時刻表があればご飯何杯でもいける（2012年6月20日 - 2013年4月30日）#11はCh.255でのみ放送された
- 鉄音アワーTV（2011年8月19日 - 2013年5月）
- 鉄道ch大学（2011年12月2日 - 2013年6月）
- 鉄道カワイイTV（2013年2月2日 - 2013年6月）
- 駅中（ナカ）・駅前ぶらり旅（2012年9月21日 - 2013年6月）
- それゆけ!中川電鉄（2013年3月22日 - 2013年6月）[注 17]
- 水戸岡鋭治特集（2011年8月17日 - 2013年）[注 18]
- ユーレイル ドイツの旅（2012年12月 - 2013年3月、2013年7月 -2014年6月）
- 有野いく鉄分はいってますか?（2014年1月1日 - 2014年12月）

単発（特別）番組
- ヨーロッパ鉄道 ロンドン - ローマ 1450ＫＭ走破（2011年9月1日）
- 新番組プレゼン大会（2011年12月1日）
- クラブツーリズム号 運行開始!（2012年1月1日）
- 野月貴弘の鉄道ジオラマ帝国（2012年1月1日）
- 吉川ひとり旅 番外編 鉄道技術展リポート（2012年2月1日）
- 鉄音アワーTVスペシャル 鉄道紅白歌合戦（2012年3月2日、2013年2月3日）
- （鉄道）なかよし討論会（2012年12月31日、2013年2月1日、3月1日）
- 北条鉄道イベント列車（2013年1月4日、1月23日）
- この時刻表があればご飯何杯でもいける ダイヤ改正1時間拡大号（2013年2月25日）
- 三人衆の日本紀行 男の鉄学（2013年3月15日）
- 女子夜行旅 ムーンライト久野（2013年4月4日）
- ダイヤ改正情報TV!〜2014春〜（2014年2月3日）

その他
- ぐるり日本鉄道の旅（BS日テレ、2012年7月 - 2013年7月1日1:30）[注 18]
- 運転室展望シリーズ（パシナ倶楽部、2011年7月1日 - 2013年7月1日2:30）[注 19]
- 鉄道むすめ〜Girls be ambitious!〜（東名阪ネット6、2011年9月、2012年4月 - 2012年9月、2013年2月 - 2013年6月）[注 20]
- 快走! KEIKYU!（2012年9月 - 2013年6月）
- にっぽん郷愁鉄道（ - 2013年6月）
- ニッポン鉄道遺産紀行（ - 2013年6月）
- 静動シリーズ（ - 2013年6月）
- 泣きたい時のクスリ（ - 2013年6月）
- 江ノ電が走った100年（ - 2013年6月）
- 江ノ電の車窓から（ - 2013年6月）
- 鉄道のススメ。（ジョリー・ロジャー制作、2012年2月1日 - 2012年7月1日）
- にっぽん駅弁紀行（2011年7月 - 2012年6月）
- JR貨物鉄輪シリーズ（東京ケーブルネットワーク、2011年12月1日 - 2012年10月）
- レールのあった街（BS朝日、2012年10月 - 2013年9月）[注 21]
- 世界路面電車紀行（2012年10月 - 2013年11月）[注 22]
- 木村裕子の乗り鉄学 台湾いっちゃいました（マジカル制作、2012年12月 - 2013年11月）
- キッズ向け新幹線
- キッズ向け特急列車
- 美悠紀行（イーピー放送制作、2013年1月1日 - 2013年12月）
- 決定版 列島縦断鉄道12000km（NHK-BS、2013年2月9日 - 2014年1月25日）[注 23]
- 鉄道写真物語 1枚にかける旅（TwellV、2011年7月1日 - 2012年6月、2013年7月1日 - 2014年6月）
- ミニ鉄道の小さな旅（BS11、2013年7月 - 2014年6月）[注 24]
- 探検!秘境駅 〜超maniac travel guide〜（北海道テレビ放送、2013年1月18日 - 2014年6月）[注 25]
- 電車の見えるホテル 素晴らしきトレインビュー（2013年3月3日 - 2014年6月）
- スター列車カタログ（2013年7月1日 - 2014年6月）
- 世界の鉄道 旅と模型（en:Tracks Ahead、2013年7月 - 2014年6月）[注 26]
- 本格2D映像鉄道紀行（2013年8月16日 - 2014年10月）
- 一番鉄道展望 明知鉄道（2013年11月2日）
- 蒸気機関車 世界の旅（2014年1月1日 - 2014年12月）[注 27]
- 恋オト鉄道（2014年3月3日 - 2015年2月）
- 廃線 棄てられた鉄道遺産（2014年3月3日 - 2015年2月）
- 恋するオトメ鉄道（2014年3月3日 - 2015年2月）
- 懐かしの廃線紀行（2014年4月6日 - 2015年2月）

ほか